# Parafia św. Jana Chrzciciela w Rakołupach
Parafia św. Jana Chrzciciela w Rakołupach – parafia rzymskokatolicka, znajdująca się w archidiecezji lubelskiej, w dekanacie Krasnystaw – Wschód.

## Zasięg parafii
Do parafii należą wierni z następujących miejscowości: Horodysko, Leśniowice-Kolonia, Nowy Folwark, Plisków-Kolonia, Plisków, Rakołupy Duże, Rakołupy Małe, Rakołupy.